# Paul Fournier
Pour les articles homonymes, voir Paul Fournier (sculpteur), Paul Victor Fournier et Fournier.
Paul Fournier est un historien du droit français, né le 26 novembre 1853 à Calais et mort le 14 mai 1935 à Paris. Il a été membre de l'Institut de France.

## Biographie
Né à Calais, Paul Fournier obtient une licence en droit avant d'étudier l'histoire des institutions à l'École nationale des chartes, dont il sort en 1879 avec une thèse sur les Officialités au Moyen Âge (Paris, 1880).
Agrégé en 1881, il devient professeur de droit romain à l'université de Grenoble, où il reste trente-trois ans, devenant doyen de la faculté en 1904. Il est nommé à l'université de Paris en 1914.
Il est élu le 7 avril 1892 à l'Académie des sciences, belles-lettres et arts de Savoie, avec pour titre académique Correspondant. Il est élu en 1911 membre de l'Académie des inscriptions et belles-lettres.
L’Académie française lui décerne le prix Jules-Janin en 1905 pour les Pensées de Marc Aurèle.
Il est surtout connu comme spécialiste du droit canonique.

## Élèves
- Gabriel Le Bras (1891-1970), élève à Paris de 1911 à 1914[2]
- Georges Boyer (1896-1960), élève à Paris de 1922 à 1925

## Distinctions
- Officier de la Légion d'honneur